# Massimo Minto
Massimo Minto (Adria, 7 marzo 1965) è un ex cestista e dirigente sportivo italiano.
Tra gli anni ottanta e duemila è stato un giocatore di pallacanestro di Serie A.

## Carriera
Cresciuto cestisticamente alla Benetton Basket Treviso, ha giocato anche con la Pallacanestro Livorno, la Scaligera Verona, l'Olimpia Basket Pistoia, la Viola Reggio Calabria, la Mens Sana Siena, la Virtus Roma, con alcune squadre della Lega Nazionale Pallacanestro e il Basket Livorno. Si è ritirato dopo la stagione 2005-2006, trascorsa in Serie B1 con il ritorno a Pistoia. Successivamente è rimasto nel mondo del basket come dirigente e procuratore.
Ha all'attivo 11 presenze in nazionale: 7 di queste le ha collezionate in una tournée in Asia nel 1985, mentre le rimanenti 4 sono state in occasione del Grand Prix di Sofia del 1989.

## Palmarès
- Supercoppa italiana: 1

Virtus Roma: 2000